# Tetsworth
Tetsworth is een civil parish in het bestuurlijke gebied South Oxfordshire, in het Engelse graafschap Oxfordshire met 693 inwoners.